# کلیسای یحیی تعمیددهنده مارتاکرت
کلیسای یحیی تعمیددهنده مارتاکرت (ارمنی: Սուրբ Հովհաննու Կարապետ եկեղեցի) (انگلیسی: Saint John the Baptist Church) یک کلیسا متعلق به کلیسای حواری ارمنی واقع در شهر مارتاکرت، جمهوری آرتساخ می‌باشد. ساخت و ساز این ساختمان در سال ۱۸۸۳ میلادی؛ به پایان رسید. این بنا به سبک معماری ارمنی طراحی شده‌است.
این کلیسا بین سال‌های ۱۲۱۶ و ۱۲۳۸ میلادی به دستور واختانگیان، حاکم ارمنی استان خاچن آرتساخ بنا شده‌است و به اعتقاد بسیاری از کارشناسان، یکی از نمونه‌های بی‌نظیر معماری ارمنی محسوب می‌شود. آناتولی یاکوبسون، کارشناس هنر قرون وسطی، این صومعه را دائرةالمعارف هنر ارمنی در سده سیزدهم میلادی نامیده‌است.